# 新生児呼吸窮迫症候群
新生児呼吸窮迫症候群（しんせいじこきゅうきゅうはくしょうこうぐん、英語: (Infant) Respiratory Distress Syndrome: (I) RDS）は、新生児呼吸不全の一つ。

## 概要

### 病態・臨床像
肺の未成熟によって肺サーファクタントが欠乏し、肺コンプライアンスの低下から肺胞虚脱、肺血管抵抗増大の病態を呈する。発症は生後2〜3時間後であり、リスク・ファクターとして下記のようなものがある。
- 早産児（とくに出生時在胎週数32週未満; 肺サーファクタントの産生はおおむね在胎34週以後）
- 出生体重1,500g未満の極低出生体重児
- 母体糖尿病
- 帝王切開児

また、動脈管開存症（PDA）の併存が高頻度で見られることも知られている。

### 検査・所見
呻吟、多呼吸や努力性呼吸が見られ、チアノーゼを呈する。血液ガス分析では、PaO2の低下とPaCO2の増大とアシドーシスが見られる。胸部X線写真ではびまん性細網顆粒状陰影が特徴とされるほか、Bomsel 分類II型以降では気管支内の空気による透亮像（air bronchogram）、Bomsel分類 IV型ではすりガラス状陰影が見られる。
また、特徴的な検査として、羊水の小泡沫安定性試験（マイクロバブルテスト）がある。これは、サーファクタントが直径15μm以下のマイクロバブルを安定させることを利用したもので、100倍の顕微鏡下において、羊水では5/mm2未満，胃液では10/mm2未満のweakであれば、ほぼ確定診断となる。

### 治療
治療は、人工サーファクタントの投与と呼吸管理による。この人工サーファクタントとしては、田辺三菱製薬のサーファクテンが多用されている。
サーファクテン1V（120mg）あたり生理食塩液4mLでよく懸濁し、120mg/kg（体重1kgあたり1V）を生後8時間以内に気管内に投与する。
肺内に行きわたるように、投与は4,5回に分けて行ない、1回ごとに体位変換する。
サーファクテンにおいて副作用は報告されていない。
また、動脈管開存症（patent ductus arteriosus, PDA）が併存している場合は、これに対する標準的な治療であるシクロオキシゲナーゼ阻害剤（インドメタシンなど）投与が行なわれる。
PDA 併存例の場合、RDS が治療によって改善すると肺血管抵抗が低下するため、動脈管を介しての左→右シャントが増大して心不全を来たす恐れがあることから、PDA の治療を並行して進めることが重要である。

## 新生児一過性多呼吸
新生児一過性多呼吸（Transient tachypnea of the newborn: TTN）は、wet lung, II型RDSと呼ばれていたもので、出生直後において、肺胞液や羊水の吸収遅延からRDS様の症状を呈する。帝王切開での出生児に多く見られる。
診断は、生後6時間以内に出現する多呼吸（60回/分）を伴う呼吸障害について、除外診断によって行なわれる。多くの場合は多呼吸を主訴とし、呼吸音は清明、胸部単純X線像では肺門部血管陰影の増強と末梢肺野でのair trappingが認められる。小泡沫安定性試験は通常は陽性である。
症状こそRDSに似ているものの病態はまったく異なり、通常は30〜40%の酸素投与によって後遺症なく治癒する。また、5cmH2O程度の持続気道陽圧（CPAP）を加えることも有効である。ただし、肺胞からの血清成分漏出で二次的にサーファクタント欠乏を起こして重症化することがあり、この場合はRDSと同様のサーファクタント補充療法が行なわれる。